# Бутад
Бута́д Сікіо́нський (грец. Βουτάδης) — давньогрецький гончар, іноді помилково званий Дібутадом, з ім'ям якого, згідно з легендою, пов'язаний винахід образотворчого мистецтва.

## Легенда
Основна версія легенди викладена давньоримським письменником Плінієм Старшим у «Природничій історії». Примітно, що Пліній викладає цю історію після розлогих міркувань на багатьох сторінках про походження і розвиток мистецтва живопису зі згадкою всіх відомих йому імен художників, про знамениті картини, про енкавстику, забарвлення та розпис тканин, а походження малюнка (у цьому разі контурної лінії) пов'язує з ліпленням із глини та гончарним мистецтвом (в оригінальному тексті: typus — нарис, відбиток, форма). Такий зв'язок відображає дійсну нероздільність (синкретизм) різних видів мистецтва (у широкому значенні слова): гончарного та іншого ремесла з малюванням і ліпленням, властиву архаїчним стадіям розвитку культури. Характерною є також згадка Сікіону, звідки походило чимало знаменитих художників, але дію перенесено до Коринфа, що відображає історичне суперництво двох міст, де були власні художні школи. Багато дослідників вважають, що Бутад — історична особа, гончар, який жив і працював у VII або VI столітті до нашої ери.
В іншому місці своєї книги Пліній згадував про єгиптян, які, як вони самі стверджують, вигадали живопис «за шість тисяч років до того, як перейшов до Греції, — заява явно порожня». Далі Пліній писав про те, знову повторюючи легенду про Бутада, але водночас називаючи й інших майстрів, які використовували контурні зображення, як лінеарно-площинні зображення змінювалися монохромними (із заповненням фарбою поверхні між контурами), а згодом і поліхромними. Такі живописні картини «отримали широке визнання» в Римі.
Пліній також називає Бутада винахідником «жолобчастих черепиць» і антефіксів із червоної глини (з додаванням рубрики — червоної фарби) для покрівлі, і повідомляє, що «контурний рельєф», створений його донькою, ще довго зберігався в Коринфі до руйнування міста Луцієм Муммієм.

## Історичний розвиток легенди
Легенда, викладена Плінієм у поетичній формі, але така, що містить історичне зерно, з часом зазнала низки трансформацій. Так художників періоду романтизму рубежу XVIII—XIX століть і ампіру початку XIX століття приваблював сюжет про винахід живопису дівчиною, яка хотіла закарбувати вигляд свого коханого. У такому вигляді легенда про доньку Бутада пережила багато століть (у тексті Плінія ім'я доньки гончара не називається). Дівчину стали іменувати «Корою Сікіонською» (дав.-гр. Κόρα — дівчина), або ім'ям німфи Каллірої (дав.-гр. Καλλῐρόη — «Прекрасноплинна»). Можливо, вона насправді переїхала в Коринф із Сікіону разом із батьком, імовірно, близько 600 року до н. е.
В образі прекрасної німфи, що малює тінь від профілю свого коханого, Кора із Сікіону зображена на багатьох малюнках, картинах і гравюрах. Її батько зображувався рідко, зокрема, на гравюрі Бенуа-Луї Прево за малюнком Шарля-Ніколя Кошена Молодшого 1769 року або на двох малюнках Йогана Ердманна Гуммеля 1834 року.
До цього сюжету зверталися художники-академісти, наприклад Жан-Огюст-Домінік Енгр, Жан-Батист Реньо, директор Прусської академії мистецтв Едуард Вільгельм Даге.
У 1840-х роках, під час будівництва будівлі Нового Ермітажу в російському Санкт-Петербурзі архітектор Лео фон Кленце передбачив «Галерею історії стародавнього живопису», яку за його проєктом мюнхенський художник-академіст Йоганн Георг Гільтеншпергер оформив панно на мідних дошках у техніці енкаустики (живопису восковими фарбами), присвяченими історії живопису і скульптури. Незвичайна техніка була обрана з метою створити відчуття автентичності стародавнього живопису. На одному з панно зображена легенда про доньку Бутада (Державний Ермітаж, зал № 241).

## Галерея

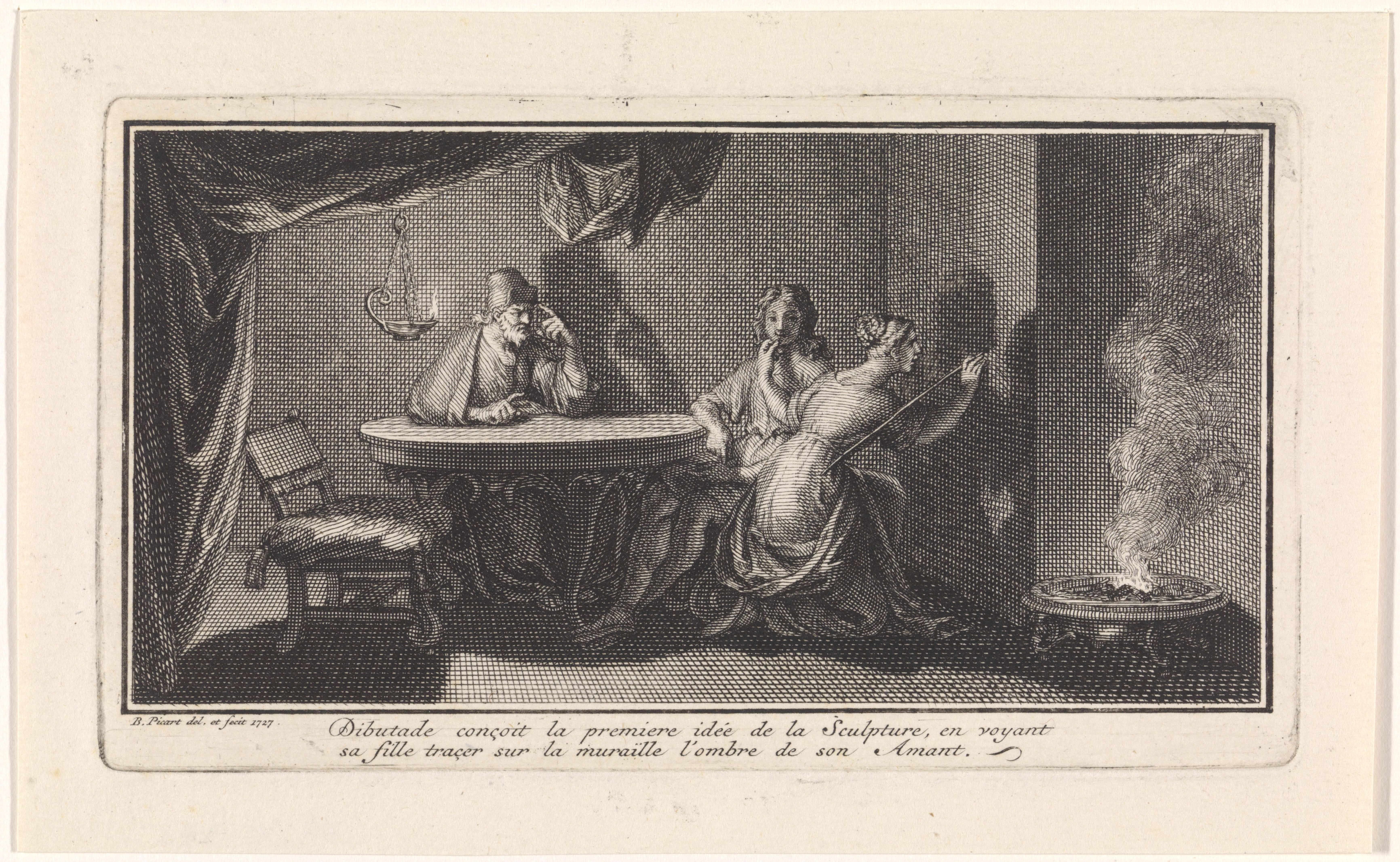
Б. Пікар. Дочка Бутада малює профіль коханого. 1727. Офорт
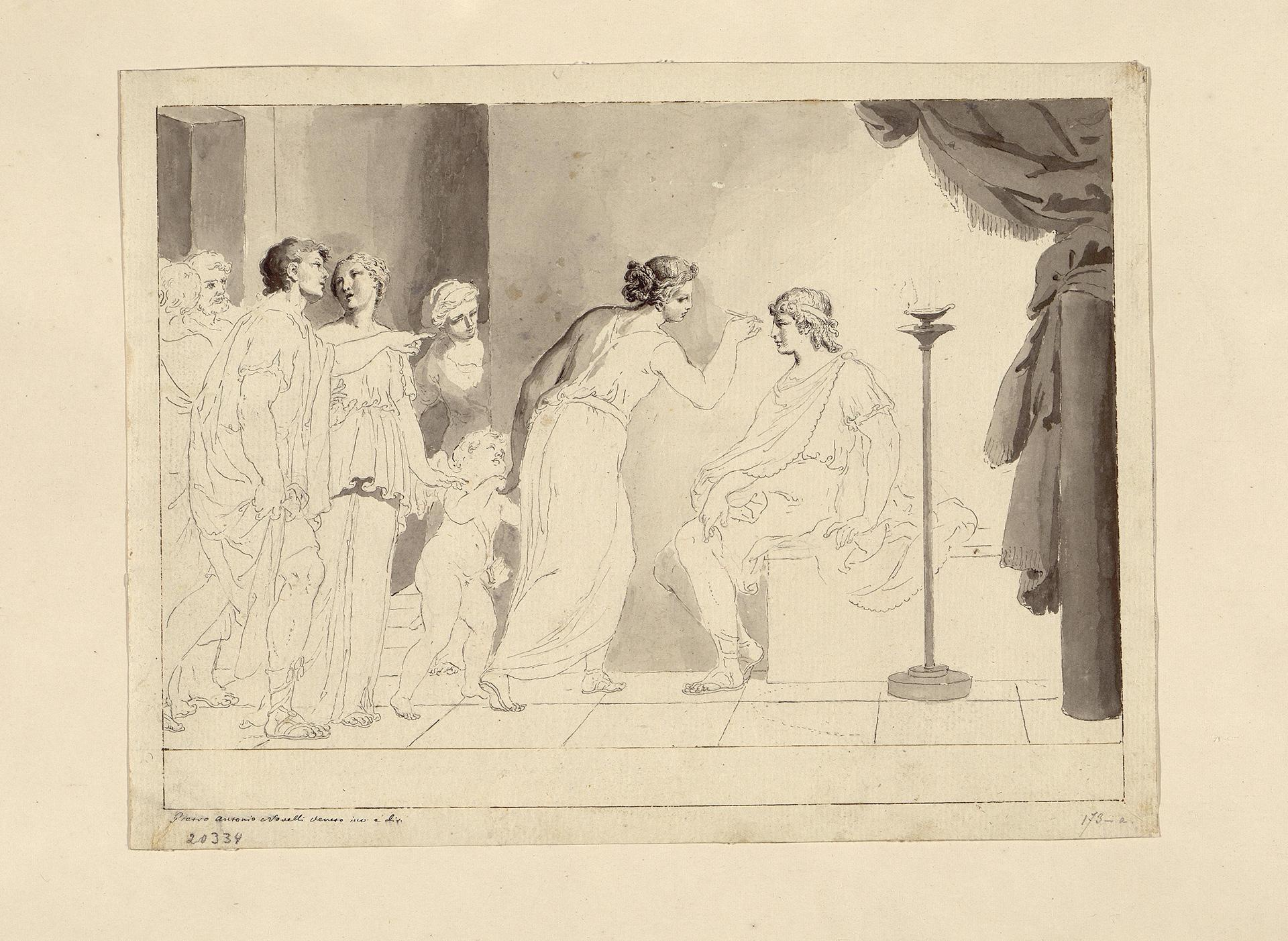
П. А. Новеллі. Калліроя, дочка Бутада. Ок. 1800 р. Папір, туш, перо, пензель. Державний Ермітаж, Санкт-Петербург
Дж. Райт (Райт із Дербі). Коринфська діва. Ок. 1784 р. Полотно, олія. Національна галерея, Вашингтон
Е. В. Даге. Винахід живопису. 1832. Полотно, олія. Стара національна галерея, Берлін
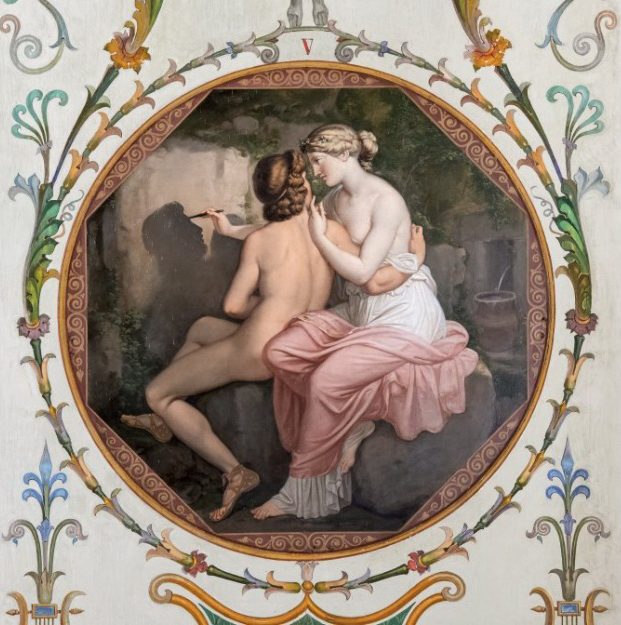
І. Г. Гільтеншпергер. Легенда про дочку Бутада. Галерея історії стародавнього живопису. 1845—1848. Мідь, енкавстика. Державний Ермітаж, Санкт-Петербург